# At My Most Beautiful
«At My Most Beautiful» és el trenta-setè senzill de la banda estatunidenca R.E.M., el tercer extret de l'àlbum Up, el 8 de març de 1999 per Warner Bros. Records. Es tracta d'una balada pop d'un estil semblant a la música dels anys 60.
Durant la creació de la cançó, els membres de la banda van notar la seva similitud amb l'obra dels Beach Boys, tal com Brian Wilson componia dues dècades abans, però enlloc d'evitar comparacions, la van modelar expressament perquè s'assemblés a la producció d'aquest grup. El cantant Michael Stipe va tenir moltes dificultats per escriure les lletres d'aquest àlbum, i aquesta cançó no en va ser cap excepció. Pràcticament va tardar un any en finalitzar les lletres perquè es va esforçar per tal de que fossin les més romàntiques que havia escrit mai, i la balada amb piano es va convertir en la primera cançó d'amor directa de R.E.M.
El videoclip de la cançó va ser dirigit per Nigel Dick. S'hi pot veure una violoncel·lista (interpretada per Rain Phoenix) que està experimentant un mal dia per fer una audició supervisada per Buck, Mills i Stipe.

## Llista de cançons
Totes les cançons foren escrites i compostes per Michael Stipe, Peter Buck i Mike Mills. 
| 1. | «At My Most Beautiful» (Radio Remix)                                                      |  |
| 2. | «The Passenger» (directe a Later with Jools Holland) (Iggy Pop)                           |  |
| 3. | «Country Feedback» (directe a Later with Jools Holland) (Bill Berry, Buck, Mills i Stipe) |  |

| 1. | «At My Most Beautiful» (directe a BBC Radio 1)                                                   |  |
| 2. | «So. Central Rain (I'm Sorry)» (directe a Later with Jools Holland) (Berry, Buck, Mills i Stipe) |  |